# Brane Sever
Brane (Branko) Sever,  slovenski akademski slikar, * 6. maj 1958, Ljubljana, Slovenija

## Življenjepis
Leta 1985 je diplomiral iz slikarstva pri Gustavu Gnamušu na Akademiji za likovno umetnost in oblikovanje na Univerzi v Ljubljani. Samostojno se je predstavil na več kot 19 razstavah in sodeloval na več kot 57 skupinskih razstavah v Evropi, ZDA in Kanadi. Njegovo delo je bilo nagrajeno z devetimi mednarodnimi in eno nacionalno nagrado za dosežke v slikarstvu. Njegova dela se nahajajo v zasebnih in javnih zbirkah doma in po svetu, med drugimi tudi v galerijah sodobne umetnosti.

## Delo
Seznam samostojnih in skupinskih razstav del Braneta Severja doma in po svetu po kronološkem vrstnem redu:
- JELKA FLIS: Geometrija bivanja. V dialogu z Beti Bricelj, Milanom Eričem in Branetom Severjem, GALERIJA SODOBNE UMETNOSTI, CELJE, SLOVENIJA[5]
- SAMO ŠE SLIKARSTVO. ACCROCHAGE. SLIKARSTVO od OHOja do Tine Dobrajc, GALERIJA EQURNA, LJUBLJANA, SLOVENIJA
- BACK TO BLACK. 1970 - 2014, GALERIJA EQURNA, LJUBLJANA, SLOVENIJA
- BRANE SEVER / JELKA FLIS. Slike, GALERIJA EQURNA, LJUBLJANA, SLOVENIJA[6]
- KROG V PODOBI / Circles in Painting, BEŽIGRAJSKA GALERIJA 2 (VODOVODNA ULICA), LJUBLJANA, SLOVENIJA
- BRANE SEVER. Soočanja, GALERIJA ARSIN, VELENJE, SLOVENIJA[7]
- MOVE MOMENT, MAGISTRAT, LJUBLJANA, SLOVENIJA
- MOVE MOMENT, ST.THOMAS UNIVERSITY /SARDINAS GALLERY, MIAMI, ZDRUŽENE DRŽAVE AMERIKE / USA
- RISBA NA SLOVENSKEM II. 1940 - 2009 / DRAWING IN SLOVENIA II. 1940 - 2009, MESTNA GALERIJA, LJUBLJANA, SLOVENIJA
- BRANE SEVER, GALERIJA MIKLOVA HIŠA, RIBNICA NA DOLENJSKEM, SLOVENIJA
- BRANE SEVER. SOOČANJA 2004-06, GALERIJA EQURNA, LJUBLJANA, SLOVENIJA
- FORMALNO - ANGAŽIRANO / FORMAL - ENGAGED. Izložba iz zbirke MMSU, MUZEJ MODERNE I SUVREMENE UMJETNOSTI, REKA/RIJEKA, HRVAŠKA /CROATIA
- MOVE MOMENT, AMBASADA REPUBLIKE SLOVENIJE, OTTAWA, KANADA /CANADA
- MOVE MOMENT. Slovenian Artists in the United States, EMBASSY OF THE REPUBLIC OF SLOVENIA /AMBASADA RS, WASHINGTON, D.C., ZDRUŽENE DRŽAVE AMERIKE / USA
- RAZŠIRJENI PROSTORI UMETNOSTI. SLOVENSKA UMETNOST 1985-1995 / Art in Extended Spaces. Slovene Art 1985-1995, MODERNA GALERIJA, LJUBLJANA, SLOVENIJA
- SLIKA, GESTA I MATERIJA. POVRATAK U 80-te, MUZEJ MODERNE I SUVREMENE UMJETNOSTI, REKA/RIJEKA, HRVAŠKA /CROATIA
- ODSEVI / STARODAVNE FORME, MOTIVI IN SIMBOLI V SODOBNIH LIKOVNIH INTERPRETACIJAH, GALERIJA SODOBNE UMETNOSTI, CELJE, SLOVENIJA
- POGLED NA SLIKARSTVO V ČASU PREHODA IZ 80-IH V 90-TA LETA, GALERIJA MIKLOVA HIŠA, RIBNICA NA DOLENJSKEM, SLOVENIJA
- ROJSTVO NOVEGA. DOBRODELNA AKCIJA ZA SLEPO IN INVALIDNO MLADINO, WORLD TRADE CENTER, LJUBLJANA, SLOVENIJA
- MINI PRIX LUCAS 93, VILA BLED, BLED, SLOVENIJA
- MAJSKI SALON '93, JAKOPIČEVA GALERIJA, LJUBLJANA, SLOVENIJA
- IZBOR IZ RIBNIŠKE LIKOVNE ZBIRKE, MESTNA GALERIJA, PIRAN, SLOVENIJA
- IZBOR IZ RIBNIŠKE LIKOVNE ZBIRKE, MODERNA GALERIJA, LJUBLJANA, SLOVENIJA
- Z ROBA OBMOČJA SLOVENSKE UMETNOSTI 1985-1990, UMETNOSTNA GALERIJA, MARIBOR, SLOVENIJA
- POGLEDI NA SLOVENAČKO SLIKARSTVO POČETKOM 90. GODINA. SARAJEVSKA ZIMA '91, COLLEGIUM ARTISTICUM, SARAJEVO, JUGOSLAVIJA /YUGOSLAVIA
- IZBRANA DELA SLOVENSKIH AVTORJEV IZ ZBIRK MODERNE GALERIJE, MODERNA GALERIJA, LJUBLJANA, SLOVENIJA
- MALA SLIKA, GALERIJA LABIRINT, LJUBLJANA, SLOVENIJA
- BRANE SEVER, GALERIJA MEDUZA, KOPER, SLOVENIJA
- BRANE SEVER - "SURVIVAL" - SLIKE, GALERIJA DOMA MLADIH, SARAJEVO, JUGOSLAVIJA /YUGOSLAVIA
- IZKUŠNJA PREDMETA. MLADI SLOVENSKI UMETNIKI, MESTNA GALERIJA, PIRAN, SLOVENIJA
- IZKUŠNJA PREDMETA. MLADI SLOVENSKI UMETNIKI, MODERNA GALERIJA, LJUBLJANA, SLOVENIJA
- CONTEMPORARY DRAWINGS FROM YUGOSLAVIA, TAMPEEREN NYKYTAITEEN MUSEO, TAMPEREEN/TAMPERE, FINSKA /FINLAND
- TRANSLIMINA. Mlada umetnost Furlanije, Benečije, Julijske krajine, Koroške in Slovenije, MODERNA GALERIJA, LJUBLJANA, SLOVENIJA
- BRANE SEVER. RISBE IN SLIKE IZ CIKLA "SURVIVAL" 1988-1989, GALERIJA MIKLOVA HIŠA, RIBNICA NA DOLENJSKEM, SLOVENIJA[8]
- IZBRANA DELA IZ ZBIRK MODERNE GALERIJE [dodana dela iz 80. let 20. stoletja], MODERNA GALERIJA, LJUBLJANA, SLOVENIJA
- OSAMDESETE-POGLED S KRAJA DESETLJEĆA, MALI SALON, REKA/RIJEKA, JUGOSLAVIJA /YUGOSLAVIA
- BARVA. RAZSTAVA ČLANOV ZDSLU, LIKOVNO RAZSTAVIŠČE RIHARD JAKOPIČ, LJUBLJANA, SLOVENIJA
- DELA IZ ZBIRK MODERNE GALERIJE V LJUBLJANI, MODERNA GALERIJA, LJUBLJANA, SLOVENIJA
- 11. MEDJUNARODNA IZLOŽBA ORIGINALNOG CRTEŽA '88, MODERNA GALERIJA, REKA/RIJEKA, JUGOSLAVIJA /YUGOSLAVIA
- RIBNICA 87, GALERIJA MIKLOVA HIŠA, RIBNICA NA DOLENJSKEM, SLOVENIJA
- NADZOROVANA GESTA. NOVI INFORMEL IN ABSTRAKTNI EKSPRESIONIZEM/Kontrolirana gesta.Primjeri novog enformela i apstraktnog, GALERIJA KOPRIVNICA, KOPRIVNICA, JUGOSLAVIJA /YUGOSLAVIA
- 14. BIENNALE MLADIH JUGOSLAVENSKIH UMJETNIKA, MODERNA GALERIJA, REKA/RIJEKA, JUGOSLAVIJA /YUGOSLAVIA
- UTRINEK SLOVENSKE LIKOVNE TVORNOSTI. DARILO ZA DARILO / PRODAJNA RAZSTAVA, LIKOVNI SALON, CELJE, SLOVENIJA
- XX JUBILARNA IZLOŽBA CETINJSKOG SALONA JUGOSLOVENSKE LIKOVNE UMJETNOSTI "13. NOVEMBAR", NACIONALNA GALERIJA, CETINJE, JUGOSLAVIJA /YUGOSLAVIA
- SLOVENSKI LIKOVNI UMETNIKI RAZSTAVLJAJO, LIKOVNO RAZSTAVIŠČE RIHARD JAKOPIČ, LJUBLJANA, SLOVENIJA
- 10. MEĐUNARODNA IZLOŽBA ORIGINALNOG CRTEŽA, MODERNA GALERIJA, REKA/RIJEKA, JUGOSLAVIJA /YUGOSLAVIA
- 13. BIENNALE MLADIH JUGOSLAVENSKIH UMJETNIKA, MODERNA GALERIJA, REKA/RIJEKA, JUGOSLAVIJA /YUGOSLAVIA
- RAZSTAVA DEL ŠTUDENTOV LIKOVNE AKADEMIJE V ŠTUDIJSKEM LETU 1983/84, MESTNA GALERIJA, LJUBLJANA, SLOVENIJA,
- RAZSTAVA SLUŠATELJEV ALU, MESTNA GALERIJA, LJUBLJANA, SLOVENIJA